# Louis de Revol
Louis de Revol (* 1531 in Saint Pierre de Paladru, Département Isère; † 24. September 1594) war der erste französische Außenminister von 1589 bis zu seinem Tod 1594. Er wird als der weltweit erste Außenminister angesehen, der für alle Außenbeziehungen zuständig war.

## Leben und Karriere
Louis de Revol wurde als Sohn von Pierre und Marguerite Revol Pelissone geboren. Nachdem Heinrich III. das Amt geschaffen hatte, wurde Revol dessen erster Minister.
Zuvor war er als einer von vier Staatssekretären tätig. Er war der erste Amtsinhaber des Ministeriums und sah den König jeden Tag um 5:00 Uhr.
Revol überwachte einen commis und sechs Angestellte.
- Staatssekretär für Maison du Roi von 1588 bis 1594 unter Heinrich IV.
- Staatssekretär für auswärtige Angelegenheiten vom 15. September 1588 bis 24. September 1594 unter Heinrich IV.
- Staatssekretär für Krieg vom 1. Januar 1589 bis 1594 unter Heinrich IV.